# Supremacia negra
Supremacia negra ou supremacismo negro acredita que os negros são superiores às pessoas de outras origens raciais. O termo chegou a ser usado pelo Southern Poverty Law Center (SPLC), uma organização americana de advocacia legal, para descrever vários grupos religiosos obscuros nos Estados Unidos. No entanto, em outubro de 2020 o SPLC anunciou que não usaria mais a categoria de "supremacia negra" no futuro, por ter reanalisado a questão e concluído que isso criava uma falsa equivalência entre a supremacia branca e o ativismo negro contra essa supremacia, e passou a encorajar a criminalização excessiva e o excesso de policiamento em comunidades ativistas negras; o SPLC continuaria a rastrear alguns dos grupos anteriormente designados como de "supremacia negra", mas apenas para as visões anti-semitas, anti-LGBTQ e de supremacia masculina.

## Grupos associados com a visão de supremacismo negro

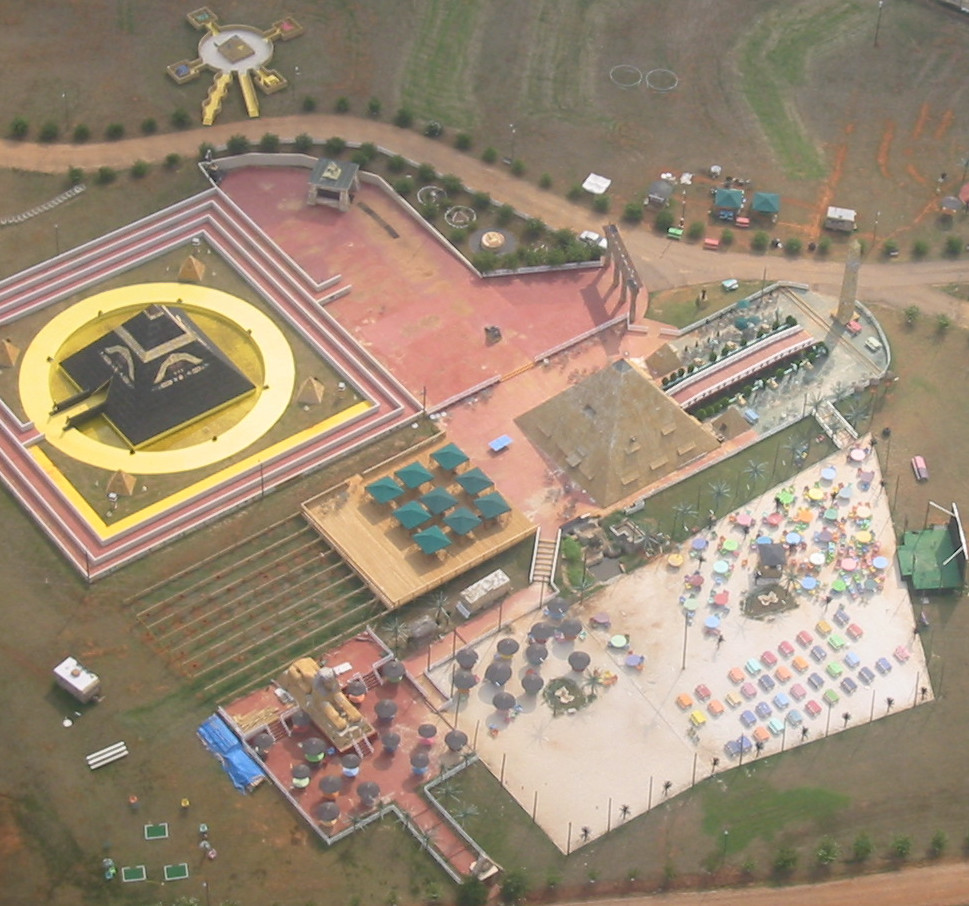
Parte central de Tama-Re, uma vila no estado americano da Geórgia, construída em 1993 pela United Nuwaubian Nation of Moors (Nação Unida dos Mouros Nuwaubian), como vista do alto em 2002

Vários grupos obscuros foram descritos como de retenção ou promoção da crença de supremacismo negro. Uma fonte descrita pelo historiador Mark David Chalmers como sendo "a mais ampla fonte de extremismo de direita" é a Southern poverty Law Center (SPLC), uma organização americana sem fins lucrativos que monitora todos os tipos de grupos de ódio e de extremistas nos Estados Unidos. Até Outubro de 2020, quando a organização reviu a classificação e deixou de a usar por criar um falso paralelismo entre supremacismo branco e as organizações ativistas negras que se lhe opõem, os autores dos seus “Relatórios de Inteligência” trimestrais descreviam os seguintes grupos como apoiadores da visão de uma alegada “supremacia negra”:
- A Israelite Church of God in Jesus Christ (ICGJC), sediada em Nova York, é parte da crescente "ala de supremacia negra do movimento israelita". O ICGJC aceita o Antigo e o Novo Testamentos, e os Apócrifos como Escritura inspirada e tem uma visão apocalíptica do fim do mundo.[3]
- A  Israelite School of Universal Practical Knowledge (ISUPK), com base em Upper Darby, na Filadélfia.[3]
- A Nação de Javé é um grupo religioso, com sede nos Estados Unidos, e constitui um desdobramento da linha de pensamento israelita negra. Foi fundada pelo americano Yahweh ben Yahweh (nascido Hulon Mitchell Jr.), cujo nome significa "Deus, o Filho de Deus" em hebraico. A Nação de Javé cresceu rapidamente durante a década de 1980 e no seu auge tinha sede em Miami, Flórida e templos em 22 estados.[4]
- O United Nuwaubian Nation of Moors foi fundada pelo Americano Dwight York, e foi descrita pelo SPLC como defensora da crença de que o negro é superior às pessoas brancas. A SPLC informou que os ensinamentos incluíam que "os brancos são "demônios", desprovidos de ambos, coração e alma, e sua cor é o resultado da lepra e genética inferior". A SPLC descreveu o Nuwaubianismo como um sistema de crenças que seria uma "mistura de ideias de supremacismo negro com a adoração dos Egípcios e suas pirâmides, uma crença em Ovnis e várias conspirações relacionadas com Illuminati e os Bilderbergers".[5]
- A Associated Press descreveu os ensinamentos da Nação do Islã como tendo sido supremacista negro até 1975, quando W. Deen Mohammed sucedeu seu pai como líder.  Após a morte de Elijah Muhammad em 1975, seu filho, Warith Deen Mohammed, mudou o nome da organização para "Comunidade Mundial do Islã no Ocidente" (e mais duas vezes depois disso), e tentou convertê-la em uma ideologia mainstream sunita.  Em 1977, Louis Farrakhan rejeitou a liderança de Warith Deen Mohammed e restabeleceu no modelo original a Nação do Islã.[6]
- O New Black Panther Party (NBPP)  foi fundado em 1989 por Malik Zulu Shabazz. São uma organização militante negra e foram listados como um grupo de ódio pelo Southern Poverty Law Center, e também foram condenados pela Liga Antidifamação.[7][8]